# Међународна тениска кућа славних
 Међународна тениска кућа славних  (енгл. International Tennis Hall Of Fame) је спортски музеј са седиштем у Њупорту, Роуд Ајланд у Сједињеним Америчким Државама. У оквиру Међународне тениске куће славних налази се музеј, травнати тениски терени и затворени тениски центар.

## Историја
Међународна тениска кућа славних и музеј се налазе у Њупорт касину. Грађевина представља класичан пример викторијанске архитектуре у шингл стилу. Њупорт касино је Џејмс Гордон Бенет, млађи пустио у рад 1880. као ексклузивно одмаралиште за имућне људе. Дизајнирао га је Чарлс Маким а Станфорд Вајт је урадио ентеријер.
Тениски савез Сједињених Америчких Држава је 1881. одржао прво првенство на теренима Њупорт касина. Ова ј турнир се одржавао све до 1914. а тенис је постао главна атракција у одмаралишту. До педесетих година 20. века, Њупорт касино је имао финансијских тешкоћа, и био је у сталној опасности од рушења ради изградње модерног тржног центра.
Међународну тениску кућу славних основао је Џејмс ван Ален 1954. Исте године ову институцију је признао Тениски савез Сједињених Америчких Држава а 1986. признала ју је Међународна тениска федерација. Комбинација тениских мечева и Музеја дозвољавала је да објекат буде сачуван. Ван Ален је био изабран за председника 1957. године.
Међународна тениска кућа славних прве чланове је примила током 1955, до 2010. имала је 218 чланова из 19 земаља.

## Мисија
Међународна тениска кућа славних посвећена је историји тениса, и има за циљ да промовише тенис, препозна и издвоји појединце, и да дефинише и издвоји догађаје из света тениса за своје циљеве. То је непрофитна институција посвећена очувању историје тениса и подстицању развоја младих тенисера и тенисерки.
Церемоније подстицања нових личности се одржавају сваке године у јулу месецу, током турнира у Њупорту.

## Музеј
Музеј заузима површину од око 1.200 m² и има сталну поставку која је изложена током целе године. Музеј поседује огромну збирку предмета и сувенира, која садржи видео снимке, фотографије, аудио снимке, тениску опрему и одећу, трофеје, и уметничка дела, који истичући историју тениса од свог настанка до савременог доба. Већина експоната се односи на бивше играче и играчице. Посебно су приказани догађаји са Гренд слемова од краја 19. века па до данас.

## Број чланова по националностима
| Држава               | Број чланова |
| -------------------- | ------------ |
| Сједињене Државе     | 121          |
| Аустралија           | 25           |
| Велика Британија     | 24           |
| Француска            | 10           |
| Шведска              | 5            |
| Шпанија              | 5            |
| Чешка                | 4            |
| Њемачка              | 4            |
| Бразил               | 3            |
| Аргентина            | 2            |
| Италија              | 2            |
| Јужна Африка         | 2            |
| Белорусија           | 1            |
| Еквадор              | 1            |
| Ирска                | 1            |
| Мексико              | 1            |
| Нови Зеланд          | 1            |
| Норвешка             | 1            |
| Перу                 | 1            |
| Порторико            | 1            |
| Румунија             | 1            |
| Швајцарска           | 1            |
| / Србија/Југославија | 1            |